# Antonio Gagini
Antonio Gagini (1504-†1537) fue un escultor italiano del siglo XVI, miembro de una familia de escultores, pintores y arquitectos originarios de Génova y Florencia, donde aprendieron su oficio. La familia se instaló en Palermo a partir de 1463, y tuvieron amplia influencia en la arquitectura decorativa de Sicilia, y también de Calabria.  
Uno de los trabajos de Gagini más notables es el arco decorado en la Capilla de la Madonna del Santuario de la Anunciación en Trapani, que completó en 1537. Ejemplos de su trabajo se encuentran todavía en varias iglesias sicilianas, aunque mucho se ha perdido a causa de los terremotos y bombardeos que sufrió la isla.